# Media Create
Media Create是日本一家收集并分析数字娱乐产业数据的公司，其中特别关注日本游戏机游戏市场。其商业运作包括发行、市场调查和咨询，官方网页会公开近期游戏软件和硬件的销售数据。

## 周销量榜单
每周五，Media Create官方日文网站就会更新上周最畅销的50个电子游戏，以及主流游戏机的销量。日文网页只公开前20名的具体销量；但榜单靠后以及之外的游戏的销量仍有记录，这些需要付费订阅。英语版网页只列出游戏排名和硬件比例排名。

## 竞争对手
Media Create和Enterbrain的《Fami通》以及MediaWorks的《电击PlayStation》都提供日本游戏销量数据。因为是三家不同的跟踪公司，所以软件和硬件的销量数据总是不同。哪家公司值得信任存在争议，因为没有任何一家的追踪是100%准确的。
任天堂在发布会和演示中引用Media Create的销量数据。